# NGC 376
NGC 376 je otvoreni skup u zviježđu Tukanu. 

## Vanjske poveznice
- SEDS: NGC 0376